# お笑いさぁ〜ん
『お笑いさぁ〜ん』（おわらいさぁ〜ん）は、日本テレビ系列で2010年4月12日から9月20日まで毎週月曜日 23:58 - 翌0:29（JST）に放送されていたお笑いバラエティ番組である。ハイビジョン制作。

## 概要
さまぁ〜ずがMCを務めるネタ見せ&トークバラエティ。
週替わりでゲスト出演する実力派芸人（＝お笑いさぁ〜ん）がテレビではなかなか見せないネタを披露する。その後、楽屋風セットで待ち受けるさまぁ〜ずとフリートークを繰り広げる。最後に、お笑いさぁ〜ん持ち込みの即興ネタをさまぁ〜ずとの合同ユニット（＝ご一緒さぁ〜ん）で披露する。即興ネタ披露までの合間には、若手芸人や事務所の先輩（＝おつなぎさぁ〜ん）が登場し、得意のネタで場をつなぐ。おつなぎさぁ〜んはお笑いさぁ〜んと同じ事務所の芸人である事が多く、実質バーター出演となっている。
第10回では、「お笑いちゃぁ〜ん」として各芸能事務所の美人マネージャーがお薦めするお笑い芸人がネタを披露する企画も行われた。

## コーナー
お笑いさぁ〜んネタ見せ
- お笑いさぁ〜んが登場してネタを披露する。

フリートーク
- さまぁ〜ずとネタ見せが終わったお笑いさぁ〜んが自由にトークをする。

おつなぎさぁ〜ん
- 「ご一緒さぁ〜ん」までのつなぎとしておつなぎさぁ〜んがネタを披露する。

ご一緒さぁ〜ん
- さまぁ〜ずとお笑いさぁ〜んが合同ユニットを組んでコラボネタを披露する。

## 出演者

### MC
- さまぁ〜ず
  - 三村マサカズ
  - 大竹一樹

## ゲスト
| 回 | 放送日        | お笑いさぁ〜ん                         | おつなぎさぁ〜ん     | お笑いちゃぁ〜ん                                                    |
| -- | ------------- | -------------------------------------- | -------------------- | ------------------------------------------------------------------- |
| #  | 2010年4月12日 | キャイ〜ン                             | ジューシーズ         | -                                                                   |
| #  | 2010年4月19日 | サンドウィッチマン                     | スリムクラブ         | -                                                                   |
| 3  | 2010年4月26日 | インパルス                             | キャプテン渡辺       | -                                                                   |
| 4  | 2010年5月3日  | ロバート                               | 北林ティナ           | -                                                                   |
| 5  | 2010年5月10日 | バナナマン                             | レオちゃん           | -                                                                   |
| 6  | 2010年5月17日 | ジャルジャル                           | ノンスモーキン       | -                                                                   |
| 7  | 2010年5月24日 | フットボールアワー                     | ニンゲン             | -                                                                   |
| 8  | 2010年5月31日 | オアシズ                               | ニレンジャー         | -                                                                   |
| 9  | 2010年6月7日  | オードリー                             | DH億                 | -                                                                   |
| 10 | 2010年6月14日 | -                                      | -                    | キングオブコメディ 劇団イワサキマキオ 流れ星 ななめ45° マシンガンズ |
| 11 | 2010年6月21日 | 東京03                                 | アロハ               | -                                                                   |
| 12 | 2010年6月28日 | ますだおかだ                           | ヒデヨシ             | -                                                                   |
| 13 | 2010年7月5日  | 笑い飯                                 | パンサー             | -                                                                   |
| 14 | 2010年7月12日 | アンガールズ                           | ふかわりょう         | -                                                                   |
| 15 | 2010年7月19日 | 四谷三丁目 （有吉弘行&カンニング竹山） | -                    | -                                                                   |
| 16 | 2010年7月26日 | アンジャッシュ                         | ハマカーン           | -                                                                   |
| 17 | 2010年8月2日  | ザブングル                             | ゴルゴ松本（TIM）    | -                                                                   |
| 18 | 2010年8月9日  | 視聴者が選ぶご一緒さぁ〜んBEST5        | -                    | -                                                                   |
| 19 | 2010年8月16日 | ナイツ                                 | 出川哲朗             | -                                                                   |
| 20 | 2010年8月23日 | TKO                                    | 2700                 | -                                                                   |
| 21 | 2010年8月30日 | U字工事                                | つぶやきシロー       | -                                                                   |
| 22 | 2010年9月6日  | ロッチ                                 | エレキコミック       | -                                                                   |
| 23 | 2010年9月13日 | ドランクドラゴン                       | チーモンチョーチュウ | -                                                                   |
| 24 | 2010年9月20日 | よゐこ                                 | ランチランチ         | -                                                                   |

備考
1. ^この回の為に有吉と竹山が組んだ即席コンビである。コンビ名は双方の所属事務所（太田プロダクション、サンミュージックプロダクション）が四谷三丁目にあることに由来する。
2. ^「おつなぎさぁ〜ん」の代わりに、ゴルゴ松本をフィーチャリングした5人によるお笑い講座。
3. ^「おつなぎさぁ〜ん」の代わりに、出川をフィーチャリングした5人による大喜利。
4. ^実際には「栃木芸人特集」として、フリートークと「ごいっしょさぁ〜ん」にザ・たっちとつぶやきシローが加わっていた。
5. ^番組前説担当だったが、最終回により登場。

## ネット局
| 放送対象地域   | 放送局                                     | 系列                                           | 放送曜日・時間              |
| -------------- | ------------------------------------------ | ---------------------------------------------- | --------------------------- |
| 関東広域圏     | 日本テレビ（NTV） 『お笑いさぁ〜ん』制作局 | 日本テレビ系列                                 | 月曜23:58 - 翌0:29          |
| 北海道         | 札幌テレビ（STV）                          | 日本テレビ系列                                 | 月曜23:58 - 翌0:29          |
| 青森県         | 青森放送（RAB）                            | 日本テレビ系列                                 | 月曜23:58 - 翌0:29          |
| 岩手県         | テレビ岩手（TVI）                          | 日本テレビ系列                                 | 月曜23:58 - 翌0:29          |
| 宮城県         | ミヤギテレビ（MMT）                        | 日本テレビ系列                                 | 月曜23:58 - 翌0:29          |
| 秋田県         | 秋田放送（ABS）                            | 日本テレビ系列                                 | 月曜23:58 - 翌0:29          |
| 山形県         | 山形放送（YBC）                            | 日本テレビ系列                                 | 月曜23:58 - 翌0:29          |
| 福島県         | 福島中央テレビ（FCT）                      | 日本テレビ系列                                 | 月曜23:58 - 翌0:29          |
| 山梨県         | 山梨放送（YBS）                            | 日本テレビ系列                                 | 月曜23:58 - 翌0:29          |
| 新潟県         | テレビ新潟（TeNY）                         | 日本テレビ系列                                 | 月曜23:58 - 翌0:29          |
| 長野県         | テレビ信州（TSB）                          | 日本テレビ系列                                 | 月曜23:58 - 翌0:29          |
| 静岡県         | 静岡第一テレビ（SDT）                      | 日本テレビ系列                                 | 月曜23:58 - 翌0:29          |
| 富山県         | 北日本放送（KNB）                          | 日本テレビ系列                                 | 月曜23:58 - 翌0:29          |
| 石川県         | テレビ金沢（KTK）                          | 日本テレビ系列                                 | 月曜23:58 - 翌0:29          |
| 福井県         | 福井放送（FBC）                            | 日本テレビ系列／テレビ朝日系列                 | 月曜23:58 - 翌0:29          |
| 中京広域圏     | 中京テレビ（CTV）                          | 日本テレビ系列                                 | 月曜23:58 - 翌0:29          |
| 近畿広域圏     | 読売テレビ（ytv）                          | 日本テレビ系列                                 | 月曜23:58 - 翌0:29          |
| 鳥取県・島根県 | 日本海テレビ（NKT）                        | 日本テレビ系列                                 | 月曜23:58 - 翌0:29          |
| 広島県         | 広島テレビ（HTV）                          | 日本テレビ系列                                 | 月曜23:58 - 翌0:29          |
| 山口県         | 山口放送（KRY）                            | 日本テレビ系列                                 | 月曜23:58 - 翌0:29          |
| 徳島県         | 四国放送（JRT）                            | 日本テレビ系列                                 | 月曜23:58 - 翌0:29          |
| 香川県・岡山県 | 西日本放送（RNC）                          | 日本テレビ系列                                 | 月曜23:58 - 翌0:29          |
| 愛媛県         | 南海放送（RNB）                            | 日本テレビ系列                                 | 月曜23:58 - 翌0:29          |
| 高知県         | 高知放送（RKC）                            | 日本テレビ系列                                 | 月曜23:58 - 翌0:29          |
| 福岡県         | 福岡放送（FBS）                            | 日本テレビ系列                                 | 月曜23:58 - 翌0:29          |
| 長崎県         | 長崎国際テレビ（NIB）                      | 日本テレビ系列                                 | 月曜23:58 - 翌0:29          |
| 熊本県         | くまもと県民テレビ（KKT）                  | 日本テレビ系列                                 | 月曜23:58 - 翌0:29          |
| 大分県         | テレビ大分（TOS）                          | 日本テレビ系列／フジテレビ系列                 | 月曜23:58 - 翌0:29          |
| 宮崎県         | テレビ宮崎（UMK）                          | フジテレビ系列／日本テレビ系列／テレビ朝日系列 | 月曜23:58 - 翌0:29          |
| 鹿児島県       | 鹿児島読売テレビ（KYT）                    | 日本テレビ系列                                 | 月曜23:58 - 翌0:29          |
| 沖縄県         | 琉球放送（RBC）                            | TBS系列                                        | 水曜0:59 - 1:29（火曜深夜） |

## スタッフ
- ナレーション：古市幸子（日本テレビアナウンサー）
- 構成：榊暁彦、たかはC、栗坂祐輝
- TM：小椋敏宏
- SW：松嶋賢一
- CAM：大庭茂嗣
- MIX：宮内貞
- AUD：林英毅
- VE：斉藤孝行
- 照明：木村弥史
- VTR：笈川太
- 美術プロデューサー：大川明子
- 美術デザイン：熊崎真知子
- 大道具：田村佳久
- 電飾：磯野公章
- 小道具：片岡あさみ
- 持道具：三野尚子
- 衣裳：須崎美和
- メイク：奥松かつら
- スタイリスト：高村純子
- CG：三田信二（SPOT）、谷篤（teevee graphics.inc）
- 編集：鈴木裕司
- MA：長谷川真哉
- 音効：高取謙
- TK：春日千佳子
- 技術：NiTRO
- 美術：日本テレビアート
- 広報：高木明子→斉藤由美
- 編成：土谷幸弘
- AD：大畑沙織、後藤喬之、入江将也
- AP：山口正博
- デスク：府川麻衣子
- ディレクター：岩鼻優、高橋慎耶、宇野慎也
- 演出：佐藤伸一、和田英智、佐藤宗大
- プロデューサー：柴田雅美、永井英樹、比留間晃則
- 制作協力：MEDIA NETWORK
- 制作：AX-ON
- 演出：鈴木淳一
- プロデューサー：瓜生健
- チーフプロデューサー：森實陽三（2010年4月12日 - 6月28日までは、チーフクリエイター）
- 製作著作：日本テレビ